# Pseudanthias bartlettorum
Pseudanthias bartlettorum är en fiskart som först beskrevs av Randall och Lubbock, 1981.  Pseudanthias bartlettorum ingår i släktet Pseudanthias och familjen havsabborrfiskar. Inga underarter finns listade i Catalogue of Life.